# Rhianna Pratchett

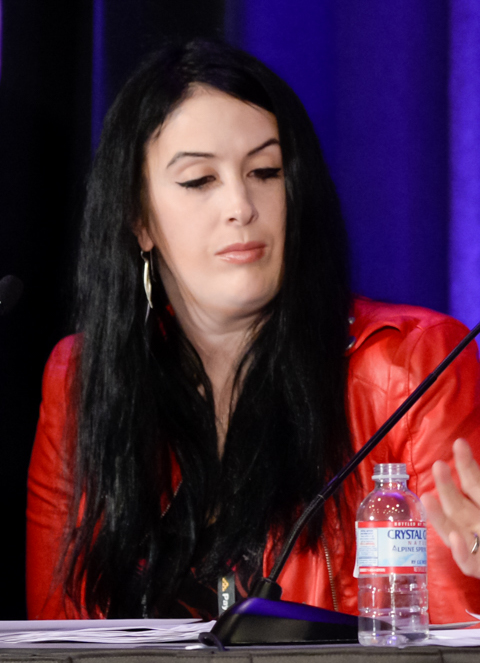
Rihanna Pratchett em 2016.

Rhianna Pratchett (nascida a 30 Dezembro de 1976) é uma escritora de videogames inglesa, designer narrativa e jornalista. Já trabalhou em títulos como Tomb Raider (2013), Rise of the Tomb Raider, Bioshock Infinite, Heavenly Sword, Overlord, Overlord: Dark Legend e Mirror's Edge.
É filha do escritor de livros de fantasia Terry Pratchett, e por ter herdado as propriedades intelectuais do falecido pai, Rhianna detém os direitos das criações Discworld.